# Toad Hall Bar
Toad Hall Bar es un bar gay en el distrito Castro de San Francisco, en el estado estadounidense de California.

## Historia
El sitio anteriormente albergaba The Pendulum (El Péndulo). La fachada de Toad Hall fue restaurada en 2008 para el rodaje de la película Milk.